# Phanogomphus oklahomensis
Phanogomphus oklahomensis is een echte libel uit de familie van de rombouten (Gomphidae).
De wetenschappelijke naam van de soort werd in 1935 als Gomphus oklahomensis gepubliceerd door Arthur Earl Pritchard.